# Haile Selassie
Lij Tafari Makonnen, más conocido como Haile Selassie I (pronunciaciónⓘ; Ejersa Goro, 23 de julio de 1892-Addis Abeba, 27 de agosto de 1975), hijo del ras Mekonnen Welde Mikael, fue el último monarca en ocupar el trono imperial de Etiopía.
Ascendió al trono en 1930. En 1936 se exilió en Bath, Inglaterra, a causa de la invasión de tropas italianas ordenada por el dictador fascista Benito Mussolini. Volvió a su tierra natal en 1941 tras la expulsión de los italianos, con ayuda de tropas del Imperio británico. En 1974 fue derrocado por la Junta Militar de la revolución etíope, encabezada por el teniente coronel Mengistu Haile Mariam, y también conocida como Derg. Desapareció un año más tarde, en circunstancias no del todo esclarecidas. El Consejo de la Corona de Etiopía asegura que el emperador fue encarcelado por el Derg, y luego asfixiado hasta la muerte por sus captores el 27 de agosto de 1975. Según la prensa internacional, su cuerpo fue enterrado bajo el piso de un baño en el Palacio Imperial, y en febrero de 1992 sus restos fueron exhumados para ser sepultados en la Catedral de la Santísima Trinidad en Addis Abeba.

## Primeros años
Tafari nació en el pueblo de Ejersa Goro, en la Región de Harar, Etiopía. Su madre era la woizero (gran dama) Yeshimebet Ali Abajifar, hija de Dejazmach Ali Abajifar, gobernante oromo de la provincia de Wolo. Su abuela materna era de la estirpe Gurage. Su verdadero nombre era Tafari ("Creador") Makonnen, y el cargo que ocupó antes de ser emperador era el de ras (jefe, cabeza), al igual que su padre. Se le llamaba Ras Tafari ("Cabeza Creadora") —la palabra ras en idioma amárico significa literalmente "príncipe", y el vocablo tafari se traduce como "aquel que merece respeto"— cambiando luego su nombre cuando asume el trono.
El padre de Haile Selassie era Ras Makonnen Woldemikael Gudessa, gobernador de Harar. Ras Makonnen sirvió como general en la Primera Guerra Ítalo-Etíope, y tuvo un papel clave en la batalla de Adua. También era oromo por línea paterna, por lo que Amhara Haile Selassie fue capaz de ascender al trono imperial a través de su abuela paterna, Woizero Tenagnework Sahle Selassie, quien era tía del emperador Menelik II e hija de negus Sahle Selassie de Shewa. Así, Haile Selassie siguió el linaje descendiente de Makeda y de un antiguo linaje recogido en el Kebra Nagast. Un linaje que se remonta, según esta fuente, hasta la reina de Saba y el rey Salomón del antiguo Israel. Ras Makonnen era primo del emperador Menelik II, por lo que tuvo una gran influencia como consejero en la política del Imperio. Este ámbito familiar fue realmente importante en su infancia y juventud, puesto que su padre vio oportuno que Tafari Makonnen, al igual que su primo hermano Ras Imru Haile Selassie, se instruyera para preparase en el liderazgo político. Tafari Makonnen fue educado a una temprana edad por un misionero jesuita francés, de quien aprendió la lengua francesa, junto al amárico y al etíope clásico. Tras sus primeros años de enseñanza, Tafari Makonnen recibió una educación formal en la escuela Menelik en Addis Abeba (Shillington: 2005).
También recibió instrucción en Harar con Abba Samuel Wolde Kahin, un fraile capuchino etíope, y con el Dr. Vitalien, un cirujano de Guadalupe. Tafari fue nombrado dejazmach (literalmente "comandante de la puerta", equivalente a "conde") a la edad de 13 años, el 1 de noviembre de 1905.  Poco después, su padre murió en Ras Makonnen Kulibi, en 1906.

### Gobernador
En 1906 Tafari asumió el cargo de gobernador titular de Selale, una provincia de relativa importancia, lo cual le permitió continuar sus estudios. En 1907 fue nombrado gobernador de una parte de la provincia de Sidamo. Se alega que durante su adolescencia, Haile Selassie estaba casado con Woizero Altayech, y que de esta unión nació su hija la princesa Romanework.
Tras la muerte de su hermano Yelma en 1907, el gobierno de la provincia de Harar quedó vacante, y su administración se dejó a un general leal a Menelik, Dejazmach Balcha Safo. La administración de Balcha Safo en Harar fue ineficaz, por lo que durante la última enfermedad de Menelik II y el breve reinado de la emperatriz Taitu Bitul, Tafari fue nombrado gobernador de Harar en 1910 o 1911.
El 3 de agosto se casó con Menen Asfaw de Ambassel, sobrina del heredero al trono Lij Iyasu.

### Regente

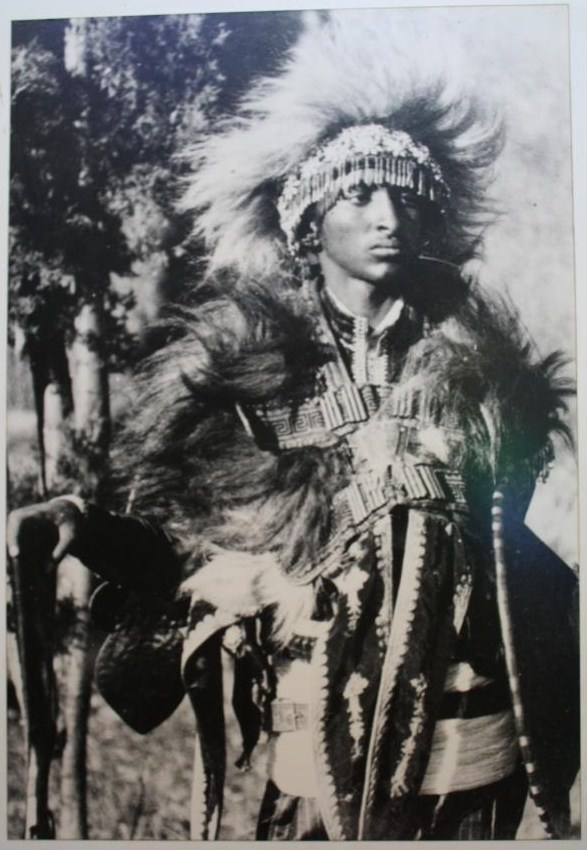
Ras Tafari Makonnen vestido de guerrero

No está clara la medida en que Tafari Makonnen contribuyó al movimiento que vendría a deponer a Iyasu V (Lij Iyasu), quien fue el emperador designado, pero sin corona, de Etiopía entre 1913 y 1916. El comportamiento escandaloso de Iyasu y su actitud irrespetuosa hacia los nobles de la corte de su abuelo, Menelik II, dañó su reputación. Su coqueteo con el islam fue considerado una traición entre el liderazgo cristiano ortodoxo etíope del imperio. El 27 de septiembre de 1916, Iyasu fue depuesto.
Contribuyeron al movimiento que depuso a Iyasu líderes conservadores, como Fitawrari Habte Giyorgis, largo tiempo ministro de la Guerra de Menelik II. El movimiento para destituir a Iyasu prefería a Tafari, ya que atraía el apoyo de las facciones progresista y conservadora. Finalmente, Iyasu fue depuesto por su conversión al islam. En su lugar, la hija de Menelik II (la tía de Iyasu) fue nombrada emperatriz Zewditu y designó regente a Tafari durante su minoría de edad. Tafari fue elevado al rango de Ras y hecho príncipe real y heredero de la corona. En el acuerdo de poder que siguió, Tafari aceptó el papel de regente plenipotenciario (Balemulu 'Inderase) y se convirtió en el gobernante de facto del Imperio etíope (Mangista Ityop'p'ya). Zewditu regiría mientras que Tafari administraría.
Después de que Iyasu fuera depuesto el 27 de septiembre de 1916, el golpe de Estado del 8 de octubre resultó fallido. Iyasu logró escapar hacia el desierto de Ogaden y su padre, Negus Mikael de Wolo, tuvo tiempo de acudir en su ayuda. El 27 de octubre, Mikael Negus y sus tropas se enfrentaron a un ejército bajo el mando de Fitawrari Habte Giyorgis, leal a Zewditu y Tafari. Durante la batalla de Segale, Negus Mikael fue derrotado y capturado. Toda posibilidad de que Iyasu recuperara el trono había desaparecido y este se escondió. El 11 de enero de 1921, después de evitar su captura durante más de cinco años, Iyasu fue detenido por Gugsa Araya Selassie.
El 11 de febrero de 1917 se llevó a cabo la coronación de Zewditu. Esta se comprometió a gobernar con justicia a través de su regente, Tafari, que era el más visible de los dos, aunque Zewditu estaba lejos de ser una mera gobernante honorífica. Su posición requería arbitrar las demandas de las facciones rivales, por lo que tenía la última palabra en estas cuestiones. Tafari llevaba la carga de la administración diaria pero se encontraba en una posición relativamente débil. Al principio su ejército personal estaba mal equipado, sus finanzas limitadas y tenía poco poder para resistir la influencia combinada de la emperatriz, el ministro de la Guerra o los gobernadores provinciales.
Durante su regencia, el nuevo príncipe heredero desarrolló la política de cautelosa modernización iniciada por Menelik II. Aseguró la admisión de Etiopía a la Sociedad de las Naciones en 1923 con la promesa de erradicar la esclavitud; cada emperador desde Tewodros II había hecho proclamas para apoyar esta causa, pero sin efecto: la práctica persistió hasta bien entrado el reinado de Haile Selassie, con una cifra estimada de dos millones de esclavos en Etiopía a principios de 1930.

#### Viajes al extranjero
En 1924, Ras Tafari viajó por Europa y Oriente Medio visitando Jerusalén, El Cairo, Alejandría, Bruselas, Ámsterdam, Estocolmo, Londres, Ginebra y Atenas. Le acompañó un grupo que incluía a Ras Seyum Mangasha de la provincia occidental de Tigre, Ras Hailu Tekle Haymanot de la provincia de Gojjam, Ras Mulugeta Yeggazu de la provincia de Illubabor, Ras Makonnen Endelkachew y Blattengeta Heruy Welde Sellase. El objetivo principal del viaje a Europa fue obtener apoyos internacionales para que Etiopía pudiera conseguir acceso al mar. En París, Tafari supo por el Ministerio francés de Asuntos Exteriores que este objetivo no se lograría. No obstante, él y su séquito visitaron escuelas, hospitales, fábricas e iglesias para después llevar a cabo sus reformas en Etiopía siguiendo los modelos europeos. Para protegerse contra el imperialismo económico, Tafari requirió que todas las empresas tuvieran al menos parte de su propiedad en manos locales. De su campaña de modernización, comentó: «Necesitamos el progreso europeo solo porque estamos rodeados por Europa. Eso es a la vez una ventaja y una desgracia».
A lo largo de sus viajes por Europa, el Levante y Egipto, él y su comitiva fueron recibidos con entusiasmo y fascinación. Estuvo acompañado por Seyum Mangasha y Hailu Tekle Haymanot que, como Tafari, eran hijos de generales que contribuyeron a la victoria en la guerra contra Italia un cuarto de siglo antes, en la batalla de Adwa. Otro miembro de su séquito, Mulugeta Yeggazu, luchó en Adwa cuando era joven. La «dignidad Oriental» de los etíopes y su «vestimenta rica y pintoresca» llamaron la atención en los medios de comunicación europeos. En su séquito llegó a incluir una manada de leones, que regaló al presidente Alexandre Millerand y al primer ministro Raymond Poincaré de Francia, al rey Jorge V del Reino Unido, y al Jardín Zoológico (Jardin Zoologique) de París. Como un historiador señaló: «Rara vez puede haber inspirado un recorrido tantas anécdotas».[cita requerida]  A cambio de dos leones, el Reino Unido regaló a Ras Tafari la corona imperial del emperador Tewodros II para su regreso seguro a la emperatriz Zewditu. La corona había sido tomada por Robert Napier durante la expedición británica a Abisinia de 1867-1868.
En este período, el príncipe heredero visitó el monasterio armenio de Jerusalén. Allí, adoptó cuarenta niños armenios huérfanos (conocidos como los Arba Lijoch, "cuarenta niños"), que habían perdido a sus padres en el genocidio armenio perpetrado por el Imperio otomano.

## Rey y emperador

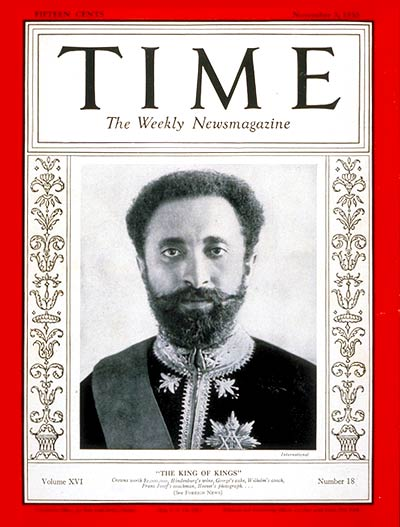
Portada de la revista Time, el 3 de noviembre de 1930

En 1928, la autoridad de Ras Tafari Makonnen fue cuestionada cuando el Dejazmatch (comandante en jefe) Balcha Safo se presentó en Addis Abeba con una fuerza armada considerable. Cuando Tafari consiguió consolidar su dominio sobre las provincias, muchas de las personas designadas por Menelik se negaron a cumplir con la nueva normativa. Balcha Safo, el gobernador (Shum) de la provincia de Sidamo, rica en café, fue particularmente problemático. Los ingresos que éste realizaba al Gobierno central no reflejaban los beneficios obtenidos, y Tafari lo llamó de vuelta a Addis Abeba. Balcha Safo llegó colérico y amenazador, acompañado por un gran ejército. El Dejazmatch rindió homenaje a la emperatriz Zauditu, pero ignoró a Tafari. El 18 de febrero, mientras Balcha Safo y sus guardaespaldas personales se encontraban en Addis Abeba, Tafari organizó la compra de sus tropas por parte del Leul Ras Kassa Haile Darge y nombró Shum de la provincia de Sidamo a Birru Wolde Gabriel, quien a su vez fue reemplazado por Desta Damtew.
Pese a lo anterior, el gesto de Balcha Safo reforzó políticamente a la emperatriz Zewditu, quien intentó enjuiciar a Tafari por traición. Este fue finalmente procesado por sus benevolentes tratos con Italia, incluyendo un tratado de paz de 20 años, firmado el 2 de agosto de 1928. En septiembre del mismo año un grupo de reaccionarios, que incluía algunos cortesanos de la emperatriz, dio un golpe de Estado con el fin de deshacerse de Tafari. En su enfrentamiento a Tafari y a una compañía de sus tropas, los cabecillas del golpe se refugiaron en las inmediaciones del palacio en el Mausoleo de Menelik. Tafari y sus hombres los rodearon y fueron a su vez asediados por la guardia personal de Zauditu. Finalmente lograron la victoria gracias a la llegada de más hombres de Tafari y a su superioridad armamentística. Tafari mantuvo en todo momento el apoyo popular, así como el apoyo de la policía. En última instancia, la emperatriz cedió y el 7 de octubre de 1928 coronó a Tafari como Negus (Rey en amárico).

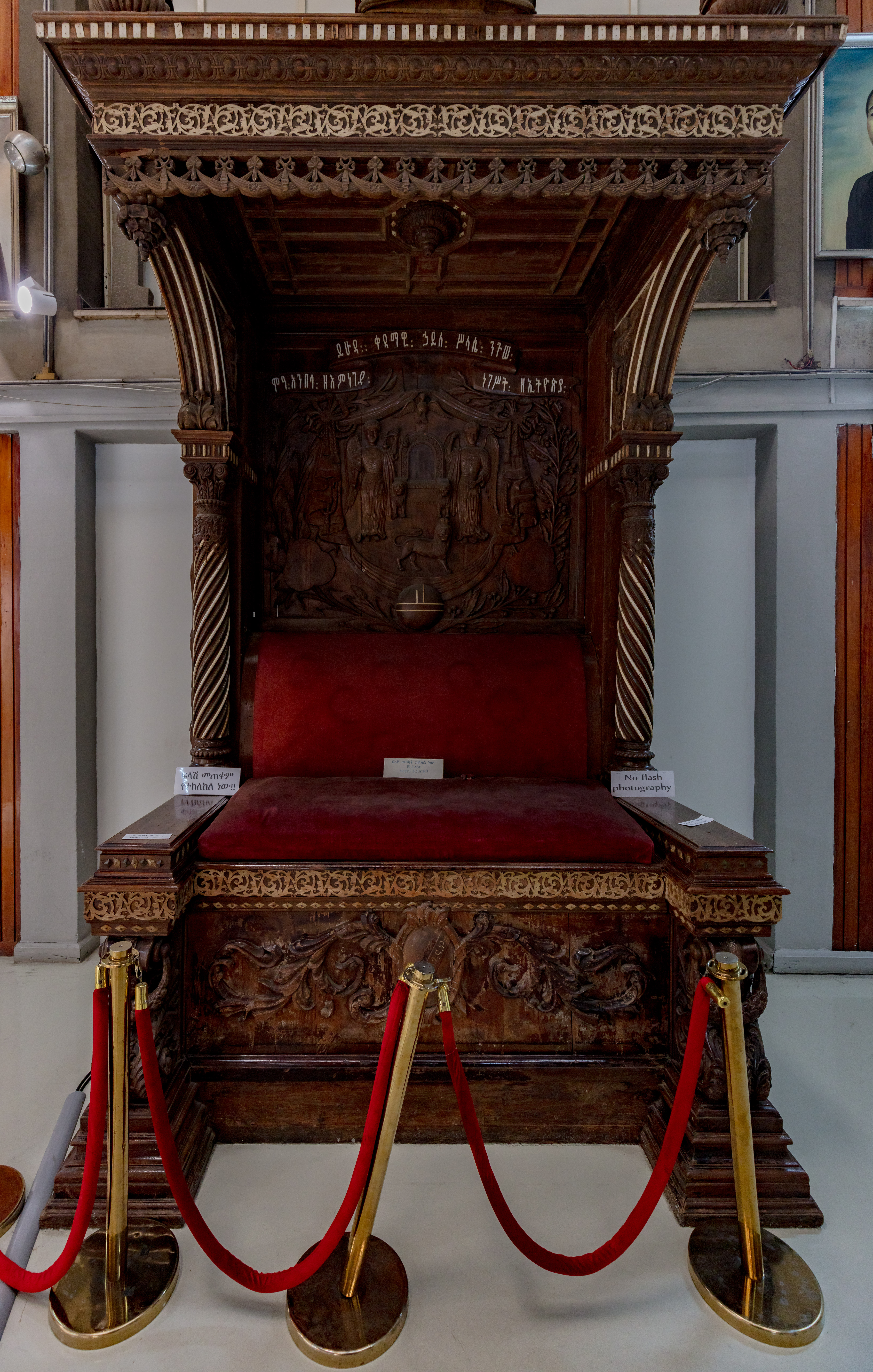
Trono del emperador Haile Selassie, museo nacional de Etiopía, Adís Abeba.

La coronación de Tafari estuvo llena de controversia. Ocupó el mismo territorio que la emperatriz en lugar de dominar un reino regional dentro del imperio. Hasta entonces, nunca en la historia etíope habían gobernado dos monarcas desde el mismo lugar, aunque uno fuera vasallo del otro. Los conservadores percibieron esto como insulto a la dignidad del imperio, lo que llevó a la rebelión de Ras Gugsa Welle. Gugsa Welle era el marido de la emperatriz y Shum de la provincia de Begemder. Al comienzo de 1930, levantó un ejército y marchó desde su gobernación en Gondar hacia Addis Abeba. El 31 de marzo de 1930, Gugsa Welle fue recibido por las fuerzas leales al Negus Tafari y derrotado en la batalla de Anchem. Gugsa Welle pereció en el combate. Las noticias de su derrota y muerte apenas se habían extendido a través de Addis Abeba cuando la emperatriz murió repentinamente el 2 de abril de 1930. Aunque durante mucho tiempo se rumoreó que la emperatriz fue envenenada tras la derrota de su marido o que había muerto por el shock al enterarse de la muerte de este, posteriormente se documentó que la emperatriz había sucumbido ante una fiebre similar a la gripe y por complicaciones asociadas a la diabetes.
Con el deceso del Zewditu, Tafari recibió el título de emperador y fue proclamado Neguse Negest ze-'Ityopp'ya, "Rey de Reyes de Etiopía". Fue coronado el 2 de noviembre de 1930 en la catedral de San Jorge de Addis Abeba. La coronación fue en todo los sentidos un acontecimiento majestuoso al que asistieron miembros de la realeza y dignatarios de todo el mundo. Entre los asistentes se encontraban el príncipe Enrique, hijo de Jorge V, el mariscal Franchet d'Esperey de Francia y Fernando de Saboya-Génova, príncipe de Údine en representación del rey de Italia. También estuvieron presentes emisarios de los Estados Unidos, Egipto, Turquía, Suecia, Bélgica y Japón. El escritor británico Evelyn Waugh, que también estuvo presente, escribió una crónica sobre la coronación, y el conferenciante de viajes estadounidense Elias Burton Holmes filmó el único material audiovisual que se conoce sobre el evento. Un artículo publicado en un periódico sugería que la celebración había tenido un coste superior a los 3 millones de dólares. Muchos de los asistentes recibieron espléndidos regalos; por ejemplo, el emperador cristiano envió una biblia cubierta de oro a un obispo estadounidense que no estuvo presente en la coronación, pero que dedicó una plegaria al emperador en dicho día.
Haile Selassie introdujo la primera constitución escrita de Etiopía el 16 de julio de 1931, estableciendo una legislatura bicameral. La Constitución mantenía el poder en manos de la nobleza, pero a su vez establecía ciertos principios que suponían una transición a la democracia: la Constitución prevalecería «hasta que el pueblo esté en condiciones de elegir por sí mismo». La Constitución limitaba la sucesión del trono a los descendientes de Haile Selassie, un punto que contó con la desaprobación de otros príncipes dinásticos, incluido el príncipe de Tigray e incluso el fiel primo del emperador, Ras Kassa Haile Darge.
En 1932, el Reino de Jimma fue absorbido formalmente por Etiopía tras la muerte del rey Abba Jifar II de Jima.

### Conflicto con Italia

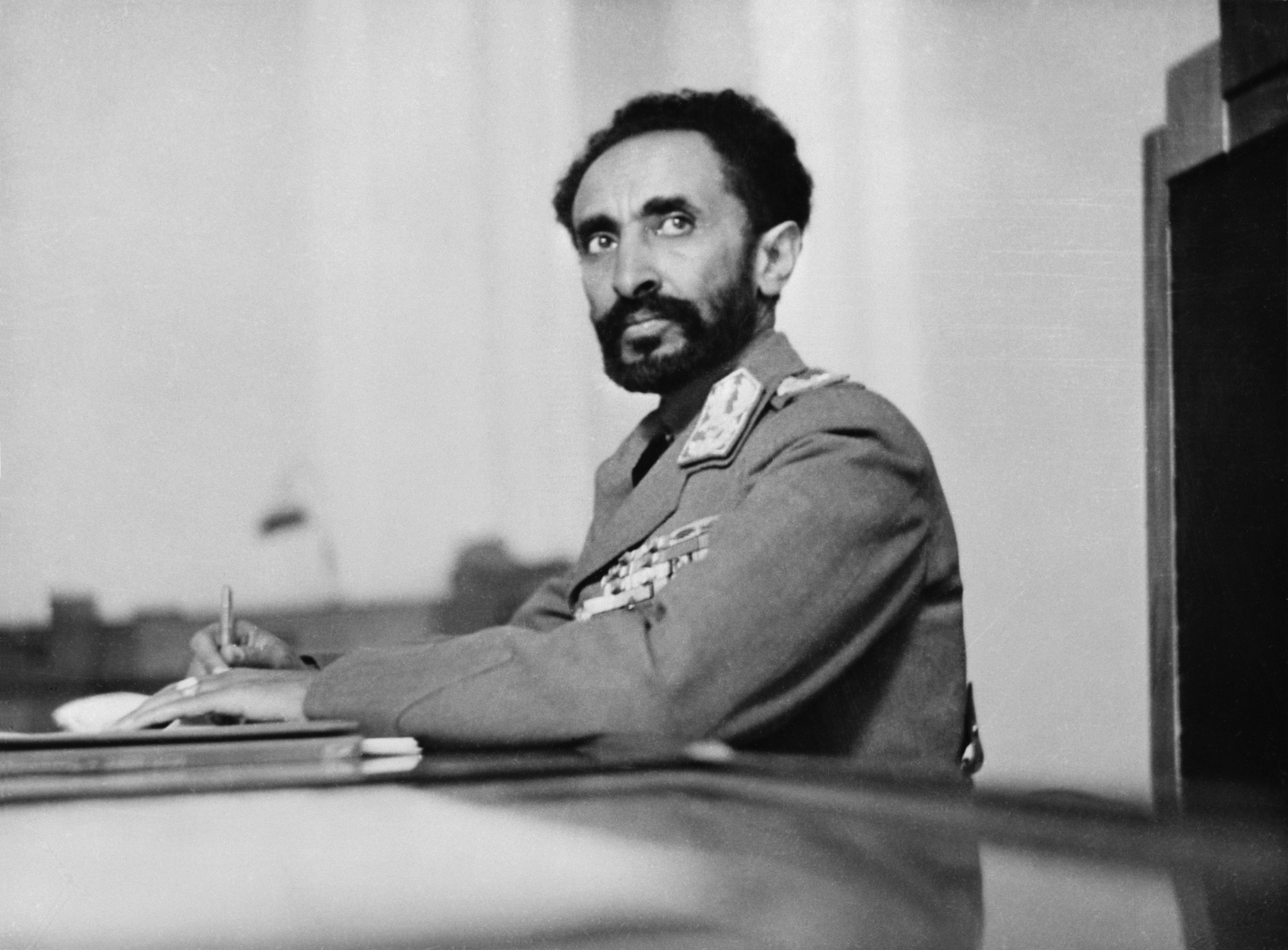
El emperador Haile Selassie, pronunció un discurso a su llegada a la Ciudad de México donde dijo:"gran amigo de México, paladín de la libertad y la justicia".

Etiopía se convirtió en el blanco de los renovados designios imperialistas de Italia en los años 30. El régimen fascista de Benito Mussolini estaba dispuesto a vengar las derrotas militares que Italia había sufrido en la Primera guerra italo-etíope, en el intento fallido de la Italia “liberal” de conquistar el país, personificado en la derrota en Adowa.
La conquista podía también fortalecer la causa del fascismo y su retórica imperial, al tiempo que Etiopía serviría como puente entre Eritrea y la Somalilandia italiana. La posición de Etiopía en la Sociedad de Naciones no disuadió a los italianos de invadirla en 1935; la seguridad colectiva imaginada por la SDN se reveló inútil, y el escándalo estalló cuando salió a la luz que en el Pacto Hoare-Laval los presuntos aliados de Etiopía estaban pensando en apaciguar a Italia aceptando que Mussolini prosiguiera con su campaña de conquista.

#### Movilización
Tras la invasión italiana de Etiopía, el 5 de diciembre de 1934, desde Walwal, en la provincia de Ogeden, Haile Selassie se unió a sus ejércitos del norte y estableció su cuartel general en Dese (provincia de Wolo). El 3 de octubre de 1935, publicó su famosa orden de movilización:

Si negáis a vuestro país Etiopía la muerte de tos y resfriado, o cualquier otra manera de la que pudieseis morir, os negáis a resistir (en vuestros barrios, en vuestro patrimonio, y en vuestras casas) a nuestro enemigo, que viene de un país lejano para atacarnos. Si persistís en no derramar vuestra sangre, vuestro Creador os reprenderá por ello y seréis maldecidos por vuestros hijos. Así, si mantenéis la calma en vuestro corazón de acostumbrado valor, emerge vuestra decisión de luchar fieramente, convencidos de que nuestra historia llegará lejos en el futuro… si en vuestra marcha tocáis alguna propiedad dentro de las casas, o fuera de ellas ganado o cosechas, es como matar a vuestro hermano, que está muriendo con vosotros. Tú, compatriota que vives en varias rutas de acceso, levanta un mercado para el ejército en los lugares donde acampe el día que el gobernador de tu barrio te lo indique, para que la acampada de los soldados por la libertad de Etiopía no entrañe dificultad.  No seréis cargados con impuestos especiales hasta el final de la campaña, no sois para nada comercio en los campos militares: os he concedido la remisión… Después de que os haya sido ordenado ir a la guerra, pero cuando estéis inactivamente desaparecidos de la campaña, y cuando os aprovechéis del jefe local o de un denunciante, se os castigará sobre vuestra tierra heredada, vuestra propiedad y vuestro cuerpo; al denunciante se le dará la tercera parte de vuestras propiedades…

El 19 de octubre de 1935, Haile Selassie dio órdenes más precisas a su ejército al comandante en jefe, Ras Kassa:

1. Cuando levantéis tiendas, tiene que ser en cuevas, con árboles y en un bosque, si el lugar es continuo a estos, y [está] separado en varias secciones. Las tiendas tienen que levantarse a una distancia de 30 codos unas de otras.
2. Cuando se aviste un avión, se deben dejar las carreteras abiertas y los anchos prados, y marchar en valles y trincheras, y por rutas en zigzag, a través de lugares con árboles y bosques
3. Cuando un avión venga para lanzar bombas, que no pueda hacerlo a menos que descienda aproximadamente a 100 metros; por lo tanto, cuando vuele bajo para dicha acción, debe disparársele una ráfaga con un arma buena y de mucha longitud, y se entonces se dispersan rápidamente. Cuando tres de vuestras balas le hayan alcanzado, el avión está destinado a caer. Pero dejad solo esta clase de fuego a quien se le ha ordenado disparar con el arma seleccionada para esto, porque si todo el que posee armas dispara, no sacamos ventaja de ello excepto para desperdiciar balas y para revelar nuestra posición.
4. Para que el avión, al levantarse de nuevo, detecte la posición de los que se han dispersado, es bueno permanecer cautelosamente disgregados mientras aún esté bastante cerca. En tiempo de guerra el enemigo apunta con armas y escudos adornados, ornamentos, capas de plata y oro, camisas de seda y similares. Se tenga o no chaqueta, lo mejor es vestir una camisa de manga estrecha y colores apagados. Cuando volvamos, con la ayuda de Dios, podéis vestir vuestras decoraciones de oro y plata. Ahora es tiempo de ir y luchar. Os ofrezco estas palabras de consejo con la esperanza de que ningún gran daño os ocurra por falta de precaución. En el mismo sentido, estamos encantados de aseguraros que, en tiempos de guerra, estamos listos para derramar nuestra sangre en esta empresa por el bien de la libertad de Etiopía..

Comparados con los etíopes, los italianos tenían un ejército avanzado y moderno que incluía una gran fuerza aérea. Los italianos también emplearon armas químicas en numerosas ocasiones a lo largo del conflicto, incluso para atacar los hospitales de campaña de la Cruz Roja, en contra de los Convenios de Ginebra.

#### El progreso de la guerra
Los italianos invadieron Etiopía a principios de octubre de 1935. Sin embargo, en noviembre, el ritmo de la invasión se había reducido considerablemente y los ejércitos de Haile Selassie en el norte fueron capaces de lanzar lo que se conoció como la Ofensiva de Navidad. Durante esta, los italianos se vieron obligados a defenderse. A principios de 1936 la Primera Batalla de Tembien detuvo el avance etíope y permitió que los italianos continuaran con su ataque. Después de la derrota y la destrucción de los ejércitos del norte de Etiopía en la batalla de Amba Aradam, la Segunda Batalla de Tembien y la batalla de Shire, Haile Selassie salió a la cancha con el último ejército etíope en el frente norte. El 31 de marzo de 1936, el ejército encabezado por él mismo lanzó un contraataque contra los italianos en la batalla de Maychew, en el sur de Tigray. El ejército del emperador fue derrotado y se retiró en desorden. Durante esa retirada, los italianos atacaron desde el aire junto con miembros de las tribus rebeldes Raya y Azebo, armados y pagados por los italianos.
Cuando todo parecía perdido, Haile Selassie viajó a las iglesias rupestres de Lalibela para ayunar y orar. Luego hizo una peregrinación en solitario a las iglesias de Lalibela, corriendo un riesgo considerable de ser capturado, antes de regresar a su capital. Después de una tormentosa sesión del Consejo de Estado, se acordó que debido a que Addis Abeba no podía ser defendida, el gobierno se trasladaría a la ciudad sureña de Gore y que, en aras de la preservación de la casa imperial, la esposa del emperador Menen Asfaw y el resto de la familia imperial debían inmediatamente salir hacia Yibuti, y desde allí continuar hacia Jerusalén.

#### Debate sobre el exilio

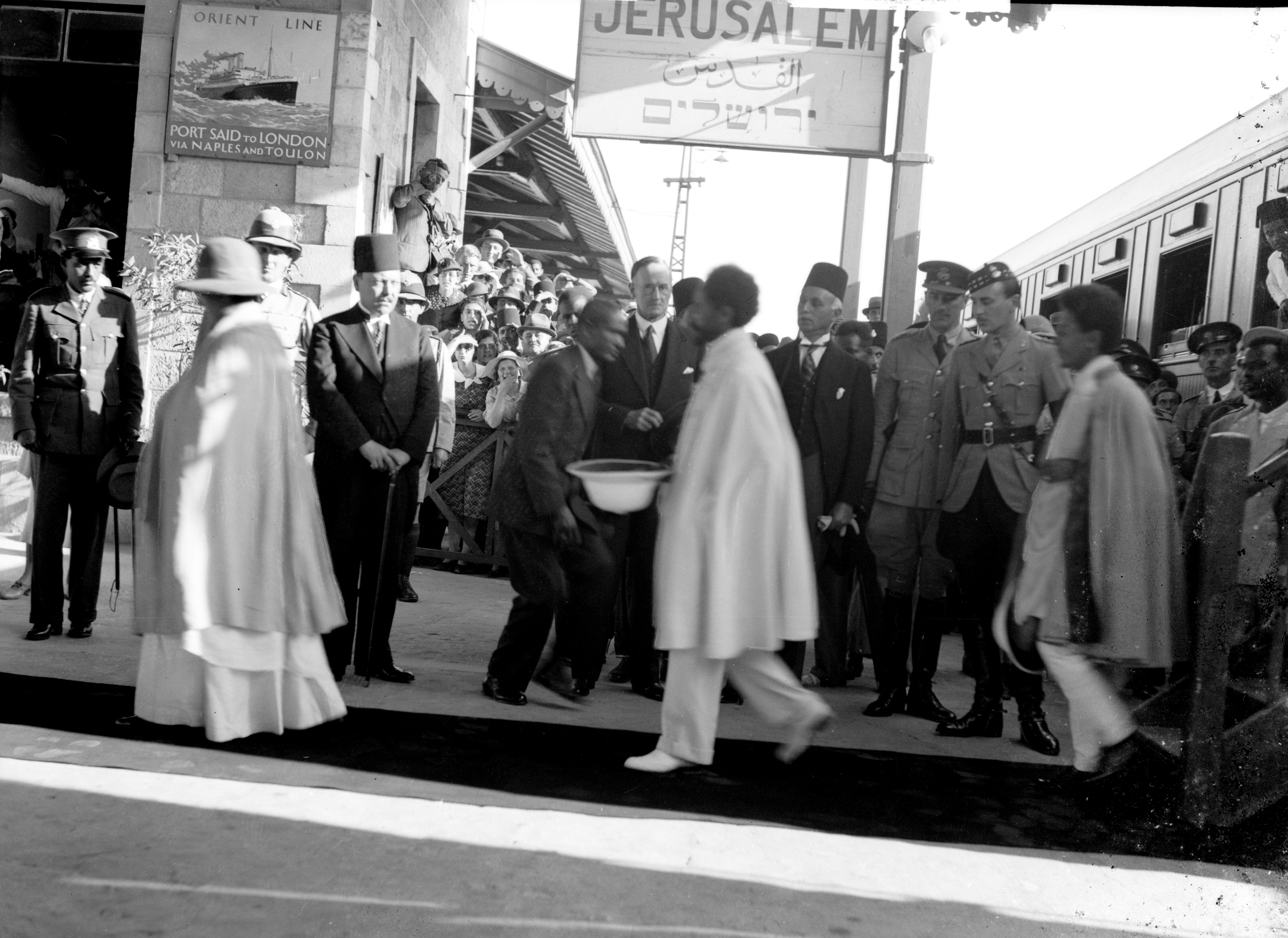
El emperador llega a Jerusalén

Después de un debate sobre si Haile Selassie debía ir a Gore o acompañar a su familia al exilio, se convino en que debía abandonar el país con su familia y presentar el caso de Etiopía ante la Sociedad de Naciones en Ginebra. La decisión no fue unánime y varios participantes, incluido el noble Blatta Tekle Wolde Hawariat, se opusieron a la idea de que un monarca etíope huyera ante una fuerza invasora. Haile Selassie nombró a su primo Ras Imru Haile Selassie como Príncipe Regente en su ausencia, y salió con su familia hacia Yibuti el 2 de mayo de 1936.
El 5 de mayo, el mariscal Pietro Badoglio llevó las tropas italianas a Addis Abeba, y Benito Mussolini declaró Etiopía una provincia italiana. Víctor Manuel III fue proclamado como el nuevo emperador de Etiopía. El día anterior, los exiliados etíopes habían abandonado Yibuti a bordo del crucero británico HMS Empress que se dirigía a Jerusalén, en el Mandato británico de Palestina, donde la familia real etíope mantenía una residencia. Desembarcaron en Haifa y pasaron a Jerusalén, desde donde Haile Selassie y su séquito se prepararon para presentar su caso en Ginebra. La elección de Jerusalén era altamente simbólica, ya que la dinastía salomónica se decía descendiente de la Casa de David. Saliendo de Tierra Santa, Haile Selassie y su comitiva embarcaron hacia Gibraltar a bordo del crucero británico HMS Capetown. Desde allí los exiliados fueron trasladados a un buque civil de línea. De esta manera, el gobierno del Reino Unido se ahorró el gasto de una recepción de Estado.

#### Discurso de Haile Selassie ante la Sociedad de Naciones
El 12 de mayo de 1936, el emperador Haile Selassie de Etiopía pronunció un discurso condenando la agresión militar italiana contra Etiopía, que lo había obligado a exiliarse. El discurso tuvo lugar en la Asamblea de la Sociedad de Naciones en Ginebra. El discurso también denunció el uso de armas químicas por parte del ejército italiano contra la población etíope.

#### Exilio
Haile Selassie pasó sus años de exilio (1936-1941) en Bath, Reino Unido, en Fairfield House. El emperador y Haile Kassa Darge tomó la mañana a caminar juntos detrás de los altos muros de la casa de estilo georgiano de 14 habitaciones. La lectura favorita de Haile Selassie era la historia diplomática. Pero la mayor parte de sus horas las dedicó a escribir la historia de su vida, de 90 000 palabras, que fue laboriosamente escrito en amárico. La obra final consta de dos volúmenes. El primer volumen cubre los años 1892-1937 y el segundo volumen cubre los años 1936-1942. Ambos volúmenes fueron editados extensamente por escritores asistentes después del regreso de Haile Selassie I a Etiopía. Se publicaron con el título “Mi vida y el progreso de Etiopia”, en Etiopía en 1973 y 1974 y las traducciones al inglés, efectuadas por Edward Ullendorf, en 1976 y 1999 respectivamente. 
Antes de Fairfield House, estuvo alojado en el hotel de Warne en Worthing y en Parkside, Wimbledon. Hay un busto de Haile Selassie en el cercano Parque Cannizaro para conmemorar este momento y es un lugar popular de peregrinación para la comunidad rastafari de Londres.
Haile Selassie estuvo alojado en el Abbey Hotel, en Malvern, en la década de 1930 y sus tres nietas y las hijas de los funcionarios judiciales fueron educados en Clarendon School, en el norte de Malvern. Durante su tiempo en Malvern asistió a los servicios en Holy Trinity Church, en Link Top. El 25 de junio de 2011, se colocó una placa azul en conmemoración de su estancia en Malvern. Como parte de la ceremonia, una delegación del movimiento Rastafari dio un breve discurso y un recital de tambor.
La actividad de Haile Selassie en este período se centró en la lucha contra la propaganda italiana en cuanto al estado de resistencia etíope y la legalidad de la ocupación. Habló en contra de la profanación de lugares de culto y elementos históricos (incluyendo el robo de un obelisco imperial de 1600 años de antigüedad), y condenó las atrocidades sufridas por la población civil etíope. Continuó abogando por la intervención de la Liga y para expresar su certeza de que «el juicio de Dios, finalmente visitará a los débiles y los poderosos por igual», aunque sus intentos de ganar apoyo a la lucha contra Italia no tuvieron éxito hasta que Italia entró en la Segunda Guerra Mundial en el bando alemán en junio de 1940.
Los ruegos del emperador de apoyo internacional se arraigaron en los Estados Unidos, especialmente entre las organizaciones de afroamericanos que simpatizaban con la causa etíope. En 1937, el día de Navidad Haile Selassie fue a dar un discurso por radio al pueblo estadounidense para agradecer a sus seguidores cuando su taxi resultó involucrado en un accidente de tráfico, dejándolo con una rodilla fracturada. En lugar de cancelar el discurso radial, procedió a concluir su alocución con mucho dolor, donde relacionaba al cristianismo y la buena voluntad con el Pacto de la Liga de las Naciones, y afirmó que 

La guerra no es el único medio para detener la guerra:

Con el nacimiento del Hijo de Dios, un hecho sin precedentes, un irrepetible, y un fenómeno tan esperado ocurrió. Él nació en un establo en lugar de un palacio, en un pesebre en lugar de una cuna. Los corazones de los hombres sabios fueron golpeados por el miedo y asombro debido a su humilde Majestad. Los reyes se postraron ante Él y le adoraron. "Paz a los hombres de buena voluntad". Esto se convirtió en el primer mensaje.

[...] A pesar de las fatigas de los sabios pueden ellos ganar respeto, es un hecho de la vida que el espíritu del maligno sigue proyectando su sombra en este mundo. El arrogante visiblemente conduce a su pueblo a la delincuencia y la destrucción. Las leyes de la Liga de las Naciones se violan constantemente y las guerras y actos de agresión repetidamente ocurrirán ... Así que el espíritu de los malditos no ganará predominio sobre la raza humana que Cristo redimió con su sangre, toda la gente amante de la paz debe cooperar para mantenerse firme con el fin de preservar y promover la legalidad y la paz.

Durante este período, Haile Selassie sufrió varias tragedias personales. Sus dos yernos, Ras Desta Damtew y Dejazmach Beyene Merid, fueron ejecutados por los italianos. La hija del emperador, la princesa Romanework, esposa de Dejazmach Beyene Merid, fue tomada en cautiverio con sus hijos, y murió en Italia en 1941. Su hija Tsehai murió durante el parto poco después de la restauración en 1942.
Después de su regreso a Etiopía, donó Fairfield House a la ciudad de Bath como residencia para la tercera edad, hasta que fue reformada en la década de 1990, donde en la actualidad se utiliza como centro de reuniones residencial.

### 1940-1959

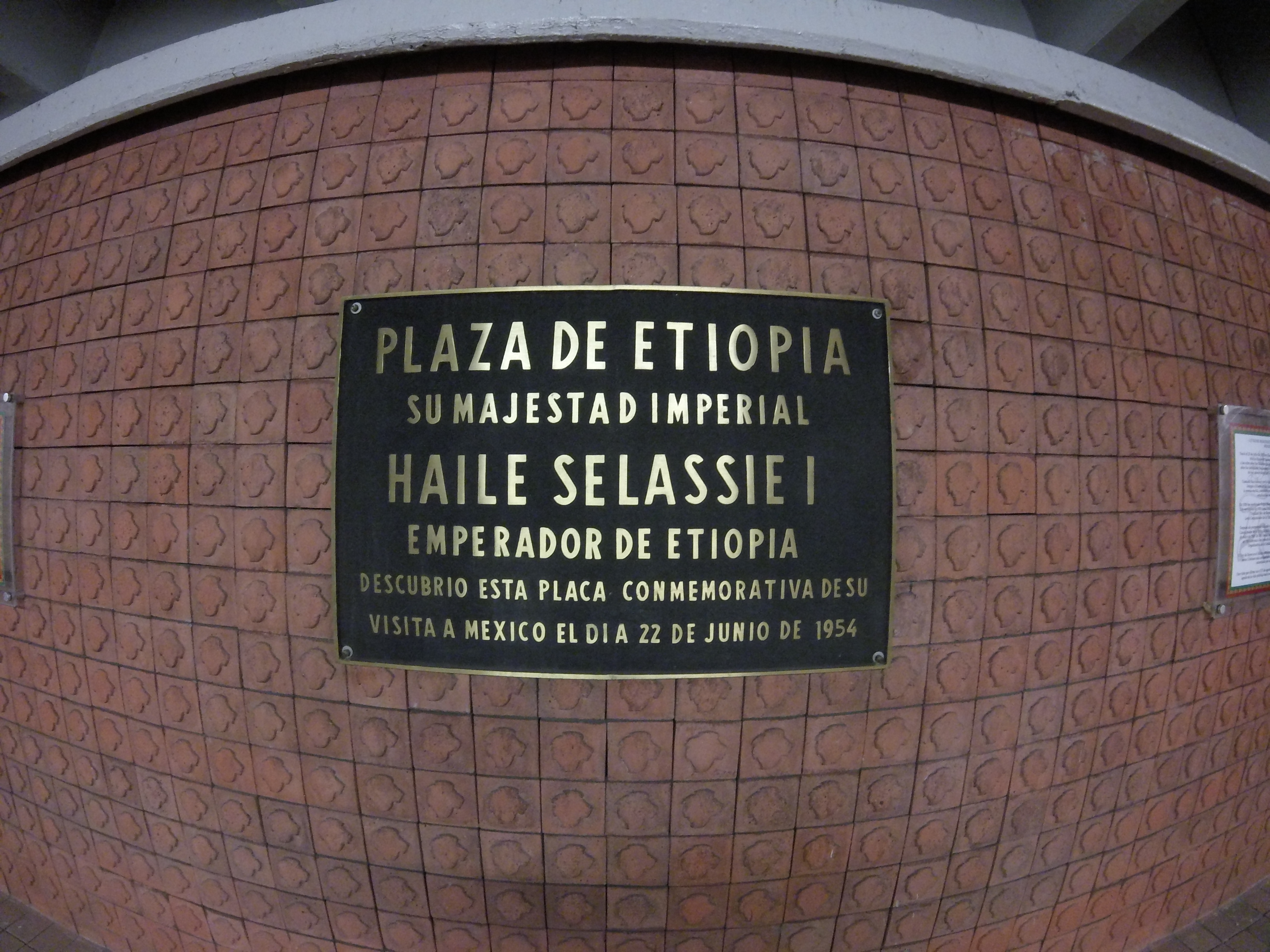
Placa conmemorativa de la visita a México de Haile Selassie en junio de 1954. Metro Etiopía-Plaza de la Transparencia, Ciudad de México.

Las fuerzas británicas, que consistían principalmente de etíopes con el apoyo de las tropas coloniales de África y el sur de África en el marco del Grupo de Gedeón del coronel Orde Wingate, coordinaron el esfuerzo militar para liberar a Etiopía. El propio emperador emitió varias proclamas imperiales en este período, lo que demuestra que, aunque la autoridad no se dividió de manera formal, el poderío militar británico y el atractivo populista del emperador podrían unirse en el esfuerzo concertado para liberar a Etiopía.
El 18 de enero de 1941, durante la Campaña de África Oriental, Haile Selassie cruzó la frontera entre Sudán y Etiopía, cerca de la aldea de Um Iddla. El estandarte del León de Judá fue resucitado. Dos días más tarde, él y un grupo de patriotas etíopes se unieron a la Fuerza de Gedeón, que estaba ya en Etiopía preparando el camino. Italia fue derrotada por una fuerza del Reino Unido, la Mancomunidad de Naciones, Francia, Bélgica y patriotas etíopes. El 5 de mayo de 1941, Haile Selassie entró en Addis Abeba y personalmente se dirigió al pueblo de Etiopía, cinco años después de su exilio en 1936:

Hoy es el día en el que derrotamos a nuestro enemigo. Por lo tanto, cuando decimos que vamos a regocijarnos con nuestros corazones, no sea que nuestra alegría fuese de otra manera, sino en el espíritu de Cristo. No devolver mal por mal. No caer en las atrocidades que el enemigo ha estado practicando de forma habitual, incluso hasta el final.

Tened cuidado de no estropear el buen nombre de Etiopía con actos que son dignos del enemigo. Veremos que nuestros enemigos sean desarmados y enviados de la misma manera que vinieron. Como San Jorge que mató al dragón y es el santo patrono de nuestro ejército, así como de nuestros aliados, unámonos con nuestros aliados en una eterna amistad y amicalidad con el fin de hacer frente contra el dragón impío y cruel que ha surgido recientemente y que está oprimiendo a la humanidad.
Haile Selassie

El 27 de agosto de 1942, Haile Selassie abolió la base legal de la esclavitud en el imperio e impuso severas sanciones, incluida la muerte, para el comercio de esclavos. Después de la Segunda Guerra Mundial, Etiopía se convirtió en miembro fundador de las Naciones Unidas. En 1948, la región de Ogadén, una región en disputa con Somalia, se concedió a Etiopía. El 2 de diciembre de 1950, la Asamblea General de la ONU adoptó la Resolución 390 (V), se crea la federación de Eritrea (la antigua colonia italiana) en Etiopía. Eritrea tendría su propia Constitución, que garantizaba el equilibrio étnico, lingüístico y cultural, mientras que Etiopía manejaba sus finanzas, defensa y política exterior.
A pesar de su política de centralización que se habían hecho antes de la Segunda Guerra Mundial, Haile Selassie todavía se vio incapaz de presionar para todos los programas que quería. En 1942, trató de establecer un régimen fiscal progresivo, pero fracasó debido a la oposición de la nobleza, y solo se aprobó un impuesto de tasa única. En 1951, accedió a reducir este también. Etiopía seguía siendo "semi-feudal", y los intentos del emperador por alterar su forma social y económica mediante la reforma de sus modalidades de tributación se toparon con la resistencia de la nobleza y el clero, que estaban ansiosos por reanudar sus privilegios en el período de posguerra. Donde Haile Selassie logró implantar nuevos impuestos territoriales, con frecuencia las presiones fiscales fueron pasadas por los terratenientes a los campesinos. A pesar de sus deseos, la presión fiscal se mantuvo principalmente sobre los campesinos.
Entre 1941 y 1959, Haile Selassie trabajó para establecer la autocefalía de la Iglesia ortodoxa etíope. La Iglesia ortodoxa etíope había sido encabezada por el Abuna, un obispo que respondía ante el Patriarca de Alejandría en Egipto. Haile Selassie apeló al Santo Sínodo de Egipto en 1942 y 1945 para establecer la independencia de los obispos de Etiopía, y cuando sus recursos fueron rechazados amenazó con romper relaciones con la Sede de San Marcos. Por último, en 1959, el papa Kyrillos VI elevó al Abuna al rango de Patriarca-Catholicos. La Iglesia etíope quedó afiliada a la Iglesia de Alejandría. Además de estos esfuerzos, Haile Selassie cambió la relación Iglesia-Estado en Etiopía mediante la introducción de impuestos de las tierras de la iglesia y restringiendo los privilegios legales del clero, cuyos miembros anteriormente habían sido procesados en sus propios tribunales por delitos civiles.
De acuerdo con el principio de la seguridad colectiva, del cual era un arduo defensor, envió un contingente al mando del general Mulugueta Bulli, conocido como el Batallón Kagnew, para participar en la guerra de Corea apoyando al Mando de las Naciones Unidas. Estuvo adjunto a la 7.ª División de Infantería estadounidense y luchó en una serie de enfrentamientos, incluyendo la batalla de Pork Chop Hill. En un discurso de 1954, el emperador habló de la participación etíope en la guerra de Corea como un rescate de los principios de seguridad colectiva:

Hace casi dos décadas, yo personalmente asumí ante la historia la responsabilidad de poner el destino de mi amado pueblo en el tema de la seguridad colectiva, pues sin duda, en ese momento y por primera vez en la historia del mundo, esta cuestión se planteó con toda claridad. Mi búsqueda de la conciencia me convenció de la justeza de mi dirección y si, después de indecibles sufrimientos y, de hecho, la resistencia sin ayuda en el momento de la agresión, ahora vemos la vindicación final de ese principio en nuestra acción conjunta en Corea, que solo puede ser agradecido de que Dios me dio la fuerza para persistir en la fe hasta el momento de su gloriosa vindicación reciente.

En 1954 visitó la Ciudad de México, donde fue recibido por el presidente Adolfo Ruiz Cortines, al igual por el expresidente Lázaro Cárdenas del Río.
En su llegada al Palacio Nacional, en donde pronunció: "Etiopía no olvida que México se negó a reconocer los hechos consumados por las fuerzas italianas fascista de Benito Mussolini, y que alzó la voz en defensa de la razón, la verdad, la justicia y el derecho; con cabal exactitud, nosotros empleamos la palabra hermanos para referirnos a México y a los mexicanos, pues jamás olvidaremos la fraternal y viril actitud que la delegación mexicana desarrolló en defensa de los sagrados derechos de Etiopía.      En aquellos momentos de nuestra milenaria historia como estado con más de treinta siglos de existencia soberana e independiente, la voz de México se alzó una vez más, generosa y valiente, dejándose oír para defender como esforzado campeón a Etiopía.” 
En 1956 realizó una visita de estado al Japón, donde fue recibido por el  emperador Hirohito. Al igual en noviembre de 1960 el príncipe heredero Akihito y su esposa Michiko visitaron Etiopía.

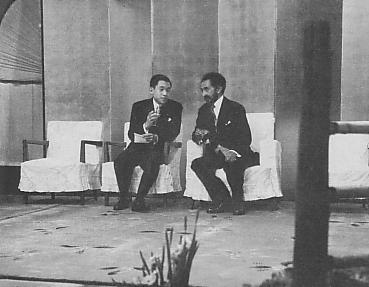
Encuentro entre el emperador Haile Selassie y el Príncipe Heredero de Japón, Akihito en noviembre de 1955.

Durante las celebraciones de sus bodas de plata en noviembre de 1955, Haile Selassie introdujo una constitución revisada, por lo que mantuvo el poder efectivo, mientras que ampliaba la participación política de las personas al permitir que la cámara baja del Parlamento pasará a convertirse en un cuerpo elegido. La política de partidos no estaban previstos. Los métodos modernos de enseñanza fueron más ampliamente extendido por todo el Imperio, y el país se embarcó en un plan de desarrollo y los planes de modernización, templado por las tradiciones etíopes, y en el marco de la antigua estructura monárquica del Estado.
Cuando lo veía necesario, Haile Selassie supo llegar a acuerdos con los tradicionalistas de la nobleza y la iglesia. También trató de mejorar las relaciones entre el Estado y los grupos étnicos, y otorgó autonomía a las tierras de Afar que eran difíciles de controlar. Sin embargo, sus reformas para acabar con el feudalismo eran lentas y estaba debilitado por los compromisos que hizo con la aristocracia atrincherada. La Constitución revisada de 1955 ha sido criticada por reafirmar «el poder del monarca indiscutible» y el mantenimiento de la relativa impotencia de los campesinos.
Selassie conoció a grandes figuras como: John F. Kennedy (Estados Unidos), Lázaro Cárdenas (México), Hirohito (Japón), Isabel II (Reino Unido), Josip Broz Tito (Yugoslavia) y Charles de Gaulle (Francia).

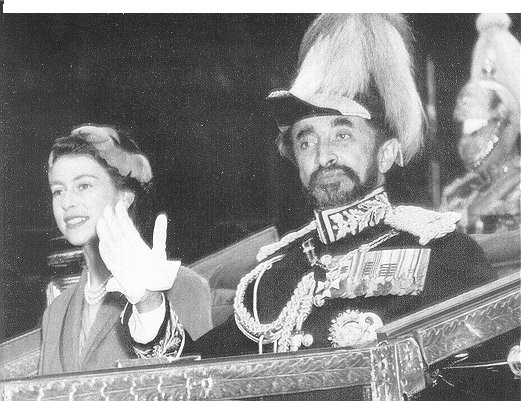
Isabel II junto a Haile Selassie el 14 de octubre de 1954 durante su visita a Londres

Haile Selassie envió ayuda al gobierno británico en 1947, cuando Gran Bretaña se vio afectada por fuertes inundaciones. En su carta a lord Meork, del Fondo de Socorro Nacional de Londres, dijo: «A pesar de que está ocupado de ayudar a nuestro pueblo, que no se recuperó de la crisis de la guerra, nos enteramos que su país fértil y hermoso es devastado por lluvias inusualmente fuertes, y supimos de su solicitud de ayuda. Por lo tanto, enviamos una pequeña cantidad de dinero, alrededor de mil libras a través de nuestra embajada para mostrar nuestra solidaridad y cooperación».

### 1960-1969
Haile Selassie contribuyó con tropas etíopes a la Operación de las Naciones Unidas en la fuerza de paz de Congo durante la crisis de 1960 del Congo, para consolidar la integridad y la independencia del Congo de las tropas belgas, por las Naciones Unidas con la Resolución 143. El 13 de diciembre de 1960, mientras que Haile Selassie estaba en una visita de Estado a Brasil, sus fuerzas de la Guardia Imperial organizaron un golpe de Estado fallido, con una breve proclama del hijo mayor de Haile Selassie como emperador Asfa Wossen. El golpe de Estado fue aplastada por el ejército regular y las fuerzas policiales. El intento de golpe de Estado carecía de un amplio apoyo popular, fue denunciado por la Iglesia ortodoxa etíope, y era impopular con el ejército, la fuerza aérea y la policía. Sin embargo, el esfuerzo por deponer al emperador contaba con el apoyo de los estudiantes y las clases educadas. El intento de golpe de Estado se ha caracterizado como un momento crucial en la historia de Etiopía, el punto en que los etíopes «por primera vez cuestionó el poder del rey para gobernar sin el consentimiento del pueblo». Poblaciones estudiantiles comenzaron a identificarse con los campesinos y los pobres, y para abogar en su nombre. El golpe de Estado impulsó a Haile Selassie para acelerar la reforma agraria, que se manifiesta en forma de concesiones de tierras a los funcionarios militares y policiales.
El emperador seguía siendo un fiel aliado de Occidente, al llevar adelante una política firme de descolonización en África, que todavía estaba en gran parte bajo el dominio colonial europeo. Las Naciones Unidas llevó a cabo una larga investigación sobre la situación de Eritrea, con cada una de las superpotencias que compiten por una participación en el futuro del estado. Gran Bretaña, el administrador de la época, propuso la partición de Eritrea entre Sudán y Etiopía, separando a cristianos y musulmanes. La idea fue rechazada de inmediato por los partidos políticos de Eritrea, así como las Naciones Unidas.
Un plebiscito de la ONU votó 46 a 10 para tener Eritrea federado con Etiopía, que más tarde fue establecido el 2 de diciembre de 1950 en la resolución 390 (V). Eritrea tendría su propio parlamento y la administración y sería representado en lo que había sido el parlamento etíope y se convertiría en el parlamento federal. Sin embargo, Haile Selassie no quiso saber nada de los intentos europeos para redactar una Constitución independiente bajo el cual se regiría Eritrea, y quería que su propia Constitución 1955 proteger a las familias para aplicar en Etiopía y Eritrea. En 1961, la lucha de Eritrea de 30 años por la independencia comenzó, seguida de la disolución por Haile Selassie de la federación y el cierre del parlamento de Eritrea.
En 1961, las tensiones entre la independencia de mente eritreos y etíopes fuerzas culminó en la Guerra de Independencia de Eritrea. El emperador declaró la provincia decimocuarta Eritrea de Etiopía en 1962. La guerra continuaría durante 30 años, primero como Haile Selassie, entonces la junta respaldado por los soviéticos que lo sucedió, trató de retener Eritrea por la fuerza.
En 1963, Haile Selassie, presidió la formación de la Organización de la Unidad Africana (OUA), el precursor de la Unión en todo el continente africano (AU). La nueva organización establecería su sede en Addis Abeba. En mayo de ese año, Haile Selassie fue elegido como primer presidente de la OUA oficial, una silla giratoria. Junto con Modibo Keita de Malí, el líder etíope más tarde ayudaría a negociar con éxito los Acuerdos de Bamako, que puso fin al conflicto fronterizo entre Marruecos y Argelia. En 1964, Haile Selassie iniciaría el concepto de los Estados Unidos de África, una proposición más tarde ocupada por Muammar Gaddafi.
El 6 de octubre de 1963, Haile Selassie se dirigió a la Asamblea General de las Naciones Unidas, al referirse en su discurso a su discurso anterior a la Liga de las Naciones:

Veintisiete años atrás, como emperador de Etiopía, monté la tribuna en Ginebra, Suiza, para hacer frente a la Liga de las Naciones y solicitar amparo ante la destrucción que se había desatado en contra de mi nación indefensa por el invasor fascista. Hablé entonces hacia y para la conciencia del mundo. Mis palabras no fueron escuchadas, pero la historia da fe de la veracidad de la advertencia que le di en 1936. Hoy en día, estoy ante la organización mundial que ha logrado el manto desechado por su predecesor desacreditado. En este cuerpo se consagra el principio de la seguridad colectiva que he invocado sin éxito en Ginebra. Aquí, en esta Asamblea, reposa la mejor esperanza —quizás la última— para la supervivencia pacífica de la humanidad.

El 25 de noviembre de 1963, el emperador se encontraba entre otros jefes de Estado, incluido el presidente de Francia, Charles de Gaulle, quien viajó a Washington D. C. y asistió al funeral del asesinado presidente John F. Kennedy.
En el año 1963, el emperador Haile Selassie viajó a España por primera vez. En su visita, fue acompañado en todo momento por el jefe de Estado y dictador, Francisco Franco. Ambos gobernantes visitaron el Valle de los Caídos, El Escorial y el Museo del Prado, entre otros lugares. Haile Selassie volvería a visitar España cuatro años más tarde, cuando viajó a las ciudades españolas de Valencia y Toledo (NO-DO:1963).
En 1966, Haile Selassie intentó crear un impuesto moderno, progresista, que incluyó el registro de tierras, lo que debilitaría significativamente la nobleza. Incluso con modificaciones, esta ley condujo a una revuelta en Gojjam, que fue reprimida aunque la aplicación del impuesto fue abandonada. La revuelta, después de haber logrado su diseño en el debilitamiento de la tasa, animó a que otros propietarios desafiarán a Haile Selassie (NO-DO: 1963).
El descontento estudiantil se convirtió en una característica regular de la vida de Etiopía en los años 1960 y 1970. El marxismo echó raíces en amplios sectores de la intelectualidad etíope, particularmente entre aquellos que habían estudiado en el extranjero y que había sido expuesta por lo tanto a sentimientos radicales y de izquierda que se estaban volviendo muy popular en otras partes del mundo. La resistencia de los elementos conservadores en el Imperial Court y el Parlamento, y por la Iglesia ortodoxa etíope, Haile Selassie hizo propuestas de reforma agraria difícil de implementar, y también dañó el prestigio del gobierno, con un costo Haile Selassie gran parte de la buena voluntad que había disfrutado de una vez. Este resentimiento criado entre la población campesina. Los esfuerzos para debilitar los sindicatos también perjudicó su imagen. A medida que estas cuestiones comenzaron a acumularse, Haile Selassie dejó gran parte de la gobernanza interna a su primer ministro, Aklilu Habte Wold, y se concentra más en los asuntos exteriores.

### 1970-1975

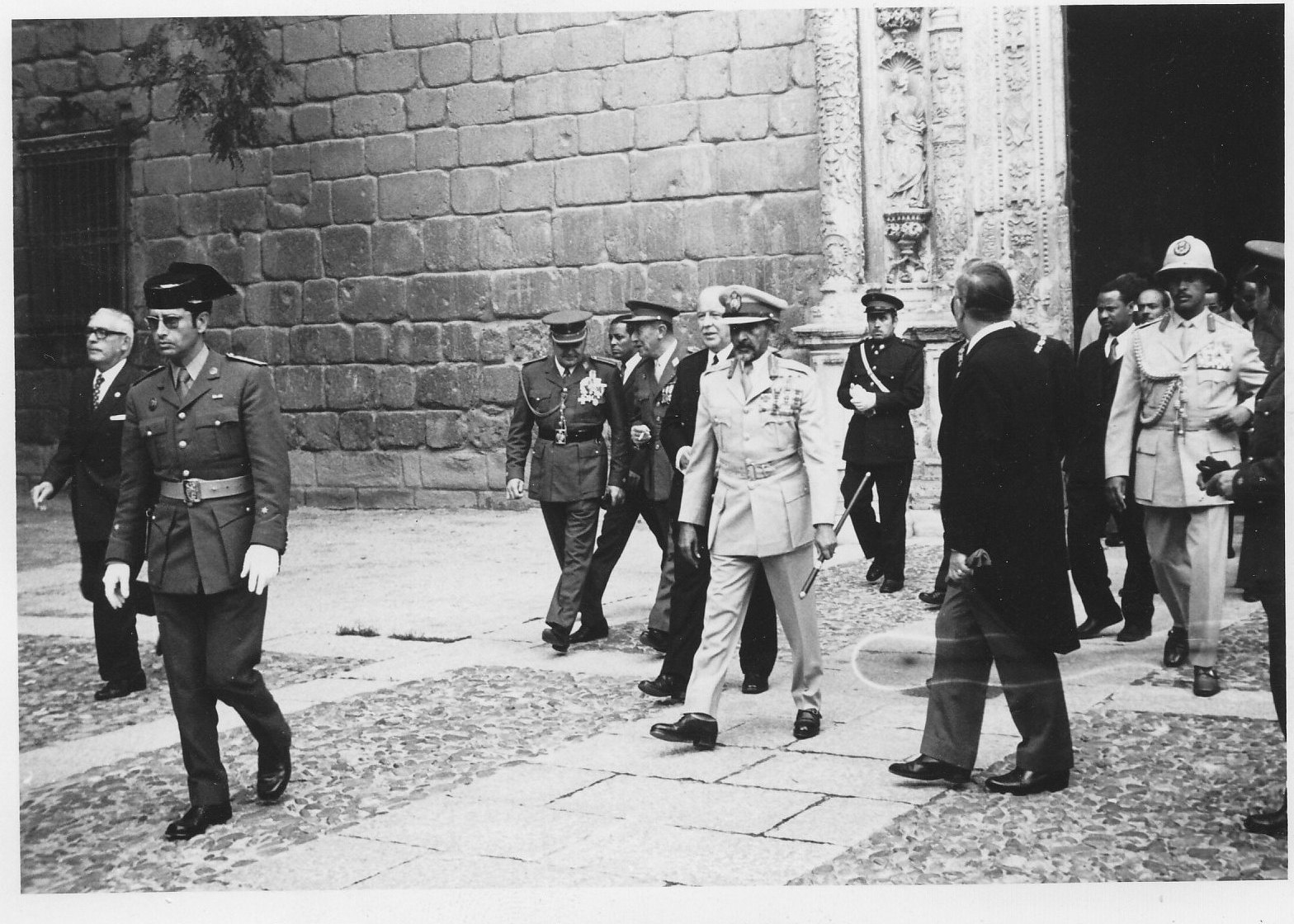
El emperador de Etiopía Haile Selassie visita Toledo en abril de 1971.

Fuera de Etiopía, Haile Selassie siguió disfrutando de un enorme prestigio y respeto. Como jefe de Estado con mayor antigüedad en el poder, Haile Selassie fue invitado a menudo por otros líderes a ceremonias de estado, como los funerales de Estado de John F. Kennedy y Charles de Gaulle, las cumbres del Movimiento de Países No Alineados, y el 1971 celebración de los 2500 años del Imperio persa. En 1970 visitó Italia, invitado por el presidente Giuseppe Saragat, y en Milán se reunió con Giordano Dell'Amore, presidente de la Asociación Italiana de Ahorro y Bancos.

#### Hambruna de Wolo
El hambre, en su mayoría en Wolo, al noreste de Etiopía, así como en algunas partes de Tigray —se estima que mató a 40 000 y 80 000 etíopes entre 1972 y 1974—. Un informe de la BBC ha citado a una estimación de 1973 que hubo 200 000 muertes, sobre la base de una estimación contemporánea en el Instituto de Nutrición de Etiopía. Si bien esta cifra todavía se repite en algunos textos y medios de comunicación, es una estimación que más tarde se entendió como «excesivamente pesimista». Aunque la región es tristemente célebre por las malas cosechas recurrentes y la escasez de alimentos y el riesgo continuo de hambre, este episodio era extraordinariamente grave. Una producción de 1973 del programa de ITV El Hambre Desconocido por Jonathan Dimbleby. se basó en la estimación verificada de 200 000 muertos, trata de estimular una afluencia masiva de ayuda, mientras que al mismo tiempo trata de desestabilizar el régimen de Haile Selassie.
La crisis del petróleo de 1973, de la gravedad de lo que se demuestra en este gráfico, Etiopía es golpeada por una hambruna devastadora, lo que agrava su efecto y socava el apoyo para el emperador. Algunos informes sugieren que el emperador no tenía conocimiento de la magnitud de la hambruna, mientras que otros afirman que era muy consciente de ello. El hambre y la imagen de Selassie en los medios de comunicación van socavando el apoyo popular del gobierno y su inexpugnable popularidad personal cayó.
La crisis se vio agravada por motines militares y los altos precios del petróleo, resultado de la crisis del petróleo de 1973. La crisis económica internacional provocada por la crisis del petróleo hizo que los costos de los bienes importados, la gasolina y los alimentos se pusieran por las nubes, mientras que el desempleo se disparó.
La corrupción de los altos mandatarios también fue un motivo en el descontento del pueblo etíope. Haile Selassie llegó a acumluar una fortuna de 15.000 millones de dólares en bancos suizos

#### Revolución
En febrero de 1974, cuatro días de disturbios graves en Addis contra una Inflación económica repentina dejó cinco muertos. El emperador respondió anunciando en la televisión nacional una disminución del precio de la gasolina y la congelación de los precios de los productos básicos. Esto tranquilizó al público, pero el prometido aumento del 33 % del salario militar no era lo suficientemente sustancial como para pacificar al ejército, que posteriormente se amotinó, a partir de Asmara, y extendiéndose el motín por todo el imperio. Este motín provocó la dimisión del primer ministro Aklilu Habte Wold, el 27 de febrero de 1974. Haile Selassie apareció otra vez en la televisión mostrándose de acuerdo con las demandas del ejército por un salario aún mayor, y nombró a Endelkachew Makonnen como su nuevo primer ministro. Sin embargo, a pesar de muchas concesiones hechas por Endalkatchew, el descontento continuó en marzo con una huelga general de cuatro días que paralizó a la nación.

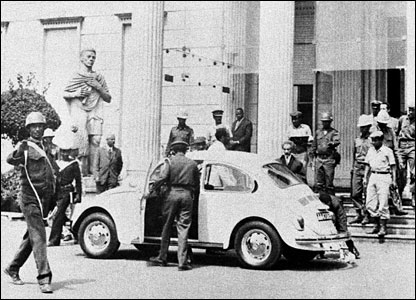
El derrocamiento del emperador Haile Selassie (arriba de la ventana trasera) del Palacio del Jubileo el 12 de septiembre de 1974, marcando la acción del golpe de Estado en ese día y la asunción del poder por parte del Derg.

En la proclama del 12 de septiembre de 1974, la Junta Militar anunciaba que Haile Selassie había dañado la autoridad, la dignidad y el honor del Trono, utilizándolo solamente para fines personales mientras que hundía a su pueblo en la miseria. Defendían también que el sistema democrático y la Constitución de 1955 tan solo fueron utilizados para dar una buena imagen del emperador de cara al exterior, y no para construir una Etiopía moderna como el emperador prometió en sus discursos (Cola Alberich: 1974).

### Encarcelamiento
El Derg, un comité de mandos militares de bajo rango y soldados, creado en junio para investigar las demandas de los militares, se aprovechó del desorden del gobierno para deponer a Haile Selassie, el 12 de septiembre de 1974. El general Aman Andom Mikael, un protestante de origen eritreo, sirvió brevemente como jefe de Estado provisional en espera del regreso del príncipe heredero Asfa Wossen, que entonces recibía tratamiento médico en el extranjero. Haile Selassie fue puesto bajo arresto domiciliario por un breve periodo de tiempo en la cuarta División del Ejército, en Addis Abeba, mientras que la mayor parte de su familia fue detenida en la residencia del último duque de Harar, en el norte de la capital. Los últimos meses de la vida del emperador los pasó en prisión, en el Gran Palacio.
Más tarde, la mayoría de la familia imperial fue encarcelada en la prisión Kerchele de Addis Abeba, también conocida como Alem Bekagn, o "Adiós, mundo cruel". El 23 de noviembre de 1974, sesenta ex altos cargos del gobierno imperial fueron ejecutados sin juicio. Entre los ejecutados se encontraba el nieto de Haile Selassie y dos ex primeros ministros. Estos asesinatos, conocidos por los etíopes como "sábado de sangre", fueron condenados por el príncipe heredero Asfa Wossen; el Derg respondió a su reproche revocando su reconocimiento de la legitimidad imperial, y anunciando el fin de la dinastía Salomónica.
El 27 de agosto de 1975, el depuesto Negus de Etiopía, Haile Selassie, moría en circunstancias no aclaradas a la edad de 83 años. Oficialmente se declaró que la muerte se debió a complicaciones tras una operación de próstata realizada dos meses antes. Sin embargo, sus partidarios señalan que fue asesinado por orden de Mengistu Mariam, uno de los hombres más cercanos al por entonces jefe de Estado, Tafari Benti, y que más tarde se convertiría en hombre fuerte del socialismo etíope.

## En el Movimiento Rastafari
Según el Movimiento Rastafari, por ser descendiente directo de Salomón, hijo de David, es considerado por el como la tercera reencarnación –después de Melquisedec y Jesús– de Jah, el Mesías.
Gran parte de esta creencia se debe a la «profecía» de Marcus Garvey, que consideran reencarnación de Juan el bautista:

Miren hacia África porque cuando un Rey negro sea coronado el día de la liberación estará cerca.
Marcus Garvey

Selassie, devoto cristiano, negó ser el Mesías, pero aun así los Rastas lo consideran un mensajero de Dios.

## Rangos militares
Haile Selassie tuvo los siguientes rangos:
- Mariscal de Campo del ejército del Imperio etíope
- Almirante de flota de la naval del Imperio etíope
- Mariscal de la fuerza aérea del Imperio etíope
- Mariscal de campo del Ejército Británico

## En el cine
En 2008, un largometraje, El hombre del milenio, fue producido por el cineasta etíope Tikher Teferra Kidane.

## Distinciones honoríficas
| - Gran Collar de la Orden de Salomón (Etiopía) - Gran Cruz de la Orden del Sello de Salomón (Etiopía) - Gran Collar de la Orden de la Reina de Saba (Etiopía) - Gran Collar de la Orden de la Santísima Trinidad (Etiopía) - Gran Collar de la Orden del Emperador Menelik II (Etiopía) - Gran Maestre de la Orden de la Estrella de Etiopía (Etiopía) - Caballero Extranjero de la Orden de la Jarretera {(Reino Unido) - (KG)}, 1954 - Caballero Gran Cruz de la Orden del Baño {(Reino Unido) - (GCB)}, 1924 - Caballero Gran Cruz de la Orden de San Miguel y San Jorge {(Reino Unido) - (GCMG)}, 1917 - Caballero Gran Cruz de la Real Orden Victoriana {(Reino Unido) - (GCVO)}, 1924 - Real Cadena Victoriana (Reino Unido), 1930 - Caballero de la Suprema Orden de la Santísima Anunciación (Reino de Italia), 1928 - Caballero Gran Cruz de la Orden de los Santos Mauricio y Lázaro (Reino de Italia), 1924 - Caballero Gran Cruz de la Orden de la Corona de Italia (Reino de Italia), 1917 - Gran Cruz de la Orden del Crisantemo (Japón), 1930 (elevado a Collar en 1956) - Caballero de la Orden del Elefante (Dinamarca), 1954 - Caballero Gran Cruz de la Orden Militar de Guillermo (Países Bajos), 1954 - Caballero Gran Cruz de la Orden del León Neerlandés (Países Bajos), 1930 - Caballero Gran Cruz de la Orden del León de Oro de la Casa de Nassau (Luxemburgo), 25 de mayo de 1924 - Orden de la Casa real de Chakri (Tailandia), 1958 - Primera Clase de la Orden de Suvórov (URSS), 1959 - Collar de la Orden de Muhammad Ali (Egipto), 1930 - Caballero Gran Cruz de la Legión de Honor (Francia), 1924 - Medalla Militar (Francia), 1954 - Comandante en Jefe de la Legión de Mérito (EUA), 1945 - Gran Collar de la Orden de Pahlavi (Irán), 1964 - Collar de la Orden del Águila Azteca (México), 1954 - Collar de la Orden del Libertador San Martín (Argentina) - Gran Collar de la Orden del Nilo (Egipto), 22 de mayo de 1963 - Gran Collar de la Orden de Pío IX (Santa Sede), 1970 - Orden de Idris I (Libia) - Gran Cruz de la Orden del Sol del Perú (Perú) - Orden de la Independencia (Túnez) - Orden de al-Hussein bin Ali (Jordania) - Gran Orden de los Hachemitas (Reino de Irak) - Caballero Gran Cruz de la Orden del Redentor (Reino de Grecia), 19 de agosto de 1924 - Miembro de 1ra Clase de la Medalla al Mérito Militar (Reino de Grecia), 28 de octubre de 1954 - Gran Collar de la Orden de Leopoldo (Bélgica), 1924 - Banda de las Tres Órdenes (Portugal), 1959 - Gran Cruz de la Orden de la Torre y de la Espada (Portugal), 1925 - Caballero de la Orden del Águila Blanca (Polonia), 1930 - Gran Cruz de la Orden Polonia Restituta (Polonia), 1967 - Caballero Gran Cruz con Collar de la Orden de San Olaf (Noruega), 1949 - Caballero del Collar de la Orden de Carlos III (España), 1954 - Collar de la Orden de la Rosa Blanca (Finlandia) - Caballero Gran Cruz de la Orden Nacional (Vietnam del Sur), 1958 - Collar de la Orden de la Cruz del Sur (Brasil), 1958 | - Collar de la Orden Nacional del Leopardo (Zaire) - Gran Cruz de la Orden del León (Senegal) - Orden del León (Malaui) - Orden del Valor (Camerún) - Collar de la Orden del Libertador (Venezuela) - Gran Cruz de la Orden del Cóndor de los Andes (Bolivia), 1966 - Grado Especial de la Orden de las Nubes Propicias (Taiwán) - Orden de los Omeyas (Siria) - Gran Cruz de la Orden de Mono (Togo) - Gran Cruz de la Orden del Mérito (Congo) - Gran Cruz de la Orden de la Estrella Somalí (Somalia), 1960 - Gran Cruz de la Orden de la Estrella Ecuatorial (Gabón) - Orden de la República Federal, división militar (Nigeria) - Orden de la Fuente del Nilo (Uganda) - Comendador de la Orden del Escudo y las Lanzas (Buganda), 1964 - Collar de la Orden del Águila de Zambia (Zambia) - Clase especial de la Orden del Mérito de la República Federal de Alemania (RFA), 1954 - Collar de la Orden al Mérito de la República Italiana (Italia), 1955 - Collar de la Orden Nacional de Honor y Mérito (Haití), 1966 - Collar de la Orden de Jean-Jacques Dessalines el Grande (Haití), 1966 - Caballero Gran Cruz de la Orden de los Pioneros de Liberia (Liberia) - Gran Cacique de la Orden del Corazón Dorado (Kenia) - Gran Estrella de la Orden al Mérito de la República de Austria (Austria), 1954 - Gran Collar de la Estrella de la República de Indonesia (Indonesia), 1958 - Rajá de la Antigua Orden de Sikatuna (Filipinas) - Orden de la Estrella Yugoslava (Yugoslavia), 1954 - Gran Collar de la Orden de Pakistán (Pakistán), 1958 - Orden de la Estrella de la República Popular de Rumanía (República Socialista de Rumania) - Receptor honorario de la Más Exaltada Orden de la Corona del Reino, {Malasia - (DMN)}, 21 de mayo de 1968. - Gran Collar de la Orden del Rey Abdelaziz (Arabia Saudita) - Compañero de la Orden de la Estrella de Ghana {(Ghana) - (CSG)}, 1970 - Primera clase, con Collar de la Orden del León Blanco (Checoslovaquia) - Primera clase, con diamantes de la Orden de la Bandera (República Popular Húngara), 1964 - Homenajeado por la Casa de Gobierno (Jamaica), 1966 - Grado Extraordinario de la Orden del Mérito Libanés (Líbano) - Orden del Mérito de África Central (República Centroafricana) - Gran Collar de la Orden al Mérito (Chile) - Gran Cruz de la Orden Nacional (Chad) - Gran Cruz de la Orden Nacional de Dahomey (Benín) - Gran Cruz de la Orden Nacional (Malí) - Gran Collar de la Orden Nacional (Madagascar) - Gran Cruz de la Orden Nacional del Mérito (Mauritania) - Gran Cruz de la Orden Nacional al Mérito (Guinea) - Gran Cruz de la Orden Nacional de Alto Volta (Alto Volta) - Collar de Honor (Sudán) - Orden de la Soberanía - Gran Comendador de la Orden de la Verdad (Birmania), 1958 - Ciudadano Honorario de la República Federativa Socialista de Yugoslavia, 1972 - Ciudadano Honorario de Belgrado, 1954 |

## Ancestros
|  |                                              |  |  |  |  |  |  |  |  |  |  |  |  |  |  |  |
|  | 8. Dejazmach Wolde Malakot Yamana Krestos    |  |  |  |  |  |  |  |  |  |  |  |  |  |  |  |
|  |                                              |  |  |  |  |  |  |  |  |  |  |  |  |  |  |  |
|  |                                              |  |  |  |  |  |  |  |  |  |  |  |  |  |  |  |
|  | 4. Dejazmach Wolde Mikael Gudessa            |  |  |  |  |  |  |  |  |  |  |  |  |  |  |  |
|  |                                              |  |  |  |  |  |  |  |  |  |  |  |  |  |  |  |
|  |                                              |  |  |  |  |  |  |  |  |  |  |  |  |  |  |  |
|  | 9. Woizero Kalama Worq                       |  |  |  |  |  |  |  |  |  |  |  |  |  |  |  |
|  |                                              |  |  |  |  |  |  |  |  |  |  |  |  |  |  |  |
|  |                                              |  |  |  |  |  |  |  |  |  |  |  |  |  |  |  |
|  | 2. Ras Mäkonnen Wäldä-Mika'él Guddisa        |  |  |  |  |  |  |  |  |  |  |  |  |  |  |  |
|  |                                              |  |  |  |  |  |  |  |  |  |  |  |  |  |  |  |
|  |                                              |  |  |  |  |  |  |  |  |  |  |  |  |  |  |  |
|  | 20. Meridazmach Wossen Seged                 |  |  |  |  |  |  |  |  |  |  |  |  |  |  |  |
|  |                                              |  |  |  |  |  |  |  |  |  |  |  |  |  |  |  |
|  |                                              |  |  |  |  |  |  |  |  |  |  |  |  |  |  |  |
|  | 10. Meridazmach Sahle Selassie               |  |  |  |  |  |  |  |  |  |  |  |  |  |  |  |
|  |                                              |  |  |  |  |  |  |  |  |  |  |  |  |  |  |  |
|  |                                              |  |  |  |  |  |  |  |  |  |  |  |  |  |  |  |
|  | 21. Woizero Zenebework                       |  |  |  |  |  |  |  |  |  |  |  |  |  |  |  |
|  |                                              |  |  |  |  |  |  |  |  |  |  |  |  |  |  |  |
|  |                                              |  |  |  |  |  |  |  |  |  |  |  |  |  |  |  |
|  | 5. Immabet Tenagnework Sahle Selassie        |  |  |  |  |  |  |  |  |  |  |  |  |  |  |  |
|  |                                              |  |  |  |  |  |  |  |  |  |  |  |  |  |  |  |
|  |                                              |  |  |  |  |  |  |  |  |  |  |  |  |  |  |  |
|  | 22. Bunigne                                  |  |  |  |  |  |  |  |  |  |  |  |  |  |  |  |
|  |                                              |  |  |  |  |  |  |  |  |  |  |  |  |  |  |  |
|  |                                              |  |  |  |  |  |  |  |  |  |  |  |  |  |  |  |
|  | 11. Woizero Yimegnushal Ayele                |  |  |  |  |  |  |  |  |  |  |  |  |  |  |  |
|  |                                              |  |  |  |  |  |  |  |  |  |  |  |  |  |  |  |
|  |                                              |  |  |  |  |  |  |  |  |  |  |  |  |  |  |  |
|  | 23. Etalemahu                                |  |  |  |  |  |  |  |  |  |  |  |  |  |  |  |
|  |                                              |  |  |  |  |  |  |  |  |  |  |  |  |  |  |  |
|  |                                              |  |  |  |  |  |  |  |  |  |  |  |  |  |  |  |
|  | 1. Emperador Haile Selassie de Etiopía       |  |  |  |  |  |  |  |  |  |  |  |  |  |  |  |
|  |                                              |  |  |  |  |  |  |  |  |  |  |  |  |  |  |  |
|  |                                              |  |  |  |  |  |  |  |  |  |  |  |  |  |  |  |
|  | 6. Dejazmach Ali Abba Jifar de Woreilu       |  |  |  |  |  |  |  |  |  |  |  |  |  |  |  |
|  |                                              |  |  |  |  |  |  |  |  |  |  |  |  |  |  |  |
|  |                                              |  |  |  |  |  |  |  |  |  |  |  |  |  |  |  |
|  | 3. Woizero Yeshimebet Ali Abba Jifar         |  |  |  |  |  |  |  |  |  |  |  |  |  |  |  |
|  |                                              |  |  |  |  |  |  |  |  |  |  |  |  |  |  |  |
|  |                                              |  |  |  |  |  |  |  |  |  |  |  |  |  |  |  |
|  | 14. Ato Yimeru de la etnia gurage            |  |  |  |  |  |  |  |  |  |  |  |  |  |  |  |
|  |                                              |  |  |  |  |  |  |  |  |  |  |  |  |  |  |  |
|  |                                              |  |  |  |  |  |  |  |  |  |  |  |  |  |  |  |
|  | 7. Immabet-Hoy Walatta Ihata Giyorgis Yimeru |  |  |  |  |  |  |  |  |  |  |  |  |  |  |  |
|  |                                              |  |  |  |  |  |  |  |  |  |  |  |  |  |  |  |
|  |                                              |  |  |  |  |  |  |  |  |  |  |  |  |  |  |  |
|  | 15. Woizero Araza-Aregai                     |  |  |  |  |  |  |  |  |  |  |  |  |  |  |  |
|  |                                              |  |  |  |  |  |  |  |  |  |  |  |  |  |  |  |
|  |                                              |  |  |  |  |  |  |  |  |  |  |  |  |  |  |  |

| Predecesor: Zauditu I | Emperador de Etiopía 1930-1974 | Sucesor: Asfa Wossen (Emperador Designado) Aman Andom (Presidente Provisional) |